# آدم لارسن كواراسي
آدم لارسن كواراسي (Adam Larsen Kwarasey) (و.12 ديسمبر 1987)، هو لاعب كرة قدم غاني نرويجي في مركز حارس مرمى.

## وصلات خارجية
- آدم لارسن كواراسي على موقع الاتحاد الدولي (مؤرشف)  (الإنجليزية)
- آدم لارسن كواراسي على موقع الاتحاد الأوربي (الإنجليزية)
- آدم لارسن كواراسي على موقع اتحاد النرويج (النرويجية)
- آدم لارسن كواراسي على موقع الدوري الأمريكي (الإنجليزية)
- آدم لارسن كواراسي على موقع قاعدة بيانات كرة القدم.إي يو (الإنجليزية)
- آدم لارسن كواراسي على موقع ناشيونال فوتبول تيمز (الإنجليزية)
- آدم لارسن كواراسي على موقع Soccerway.com (الإنجليزية)
- آدم لارسن كواراسي على موقع عالم كرة القدم.نت (الإنجليزية)
- آدم لارسن كواراسي على موقع AS.com (الإسبانية)